# Festival du film de Sarasota
Le festival du film de Sarasota est un festival de cinéma qui se tient à Sarasota, en Floride et qui se déroule en avril.